# 沉香阁
沉香阁位于中华人民共和国上海市黄浦区沉香阁路29号，是一座比丘尼道场。沉香阁最早由潘允端于明代万历年间为了供奉一尊沉香观音像而建造，后在清代时于现址改建并扩建，形成现有规模。文化大革命时，沉香阁内的所有佛像全部被毁，寺庙也挪用作工厂。1983年，沉香阁恢复宗教活动，并于1994年完全修复。全寺坐北朝南，共分为三进院落，其中第三进院落中的沉香观音阁中供奉有沉香观音像。1996年，沉香阁入列全国重点文物保护单位，归并到第二批全国重点文物保护单位豫园中。

## 历史
万历二十八年（1600年），时任四川布政使的潘允端在奉命治理淮河时，从一沉船中打捞出一尊沉香木观音像。同年他在位于上海县城北部的自己宅邸内建造了一座沉香阁，原址在安仁里门楼上，用以供奉这座观音像，并在门上挂有一块“南海宝筏飞渡观音大士阁”匾额。明朝末年，该沉香阁塌毁。清代康熙年间，沉香阁得到修缮，嘉庆六年（1801年），苏松太兵备道李廷敬在现址捐款重建了沉香阁，嘉庆十年（1805年），潘允端的后裔将新建的沉香阁前捐献出来以修建前殿，嘉庆十九年（1814年）又加盖大雄宝殿。此后于道光年间屡经修葺扩建，先后建成天王殿、厢楼和鹤轩等，到同治年间时，沉香阁已经成为一座占地7.3亩的成规模的寺院，并改称慈云禅院。清代每逢皇帝、皇太后诞辰，地方百官都要到沉香阁朝贺。1943年，应慈法师在沉香阁开讲《华严经》、《法界观门》等佛经，并于此后常驻佛香阁著述和讲经，直至去世。

## 结构
沉香阁位于中华人民共和国上海市黄浦区沉香阁路29号，正门后有一座石牌坊，第一进殿为天王殿，殿内左右两侧分别设置有钟楼和鼓楼；穿过前院后可进入第二进院落，正北侧为大雄宝殿。大雄宝殿后有一个庭院，左右两侧为客堂、祖堂和上客堂。最后一进院落为慈云堂，楼上为沉香观音阁，内供奉头戴玉佛冠，垂手加膝的沉香木雕如意观音像。慈云堂东西两侧分别为斋堂和功德堂。

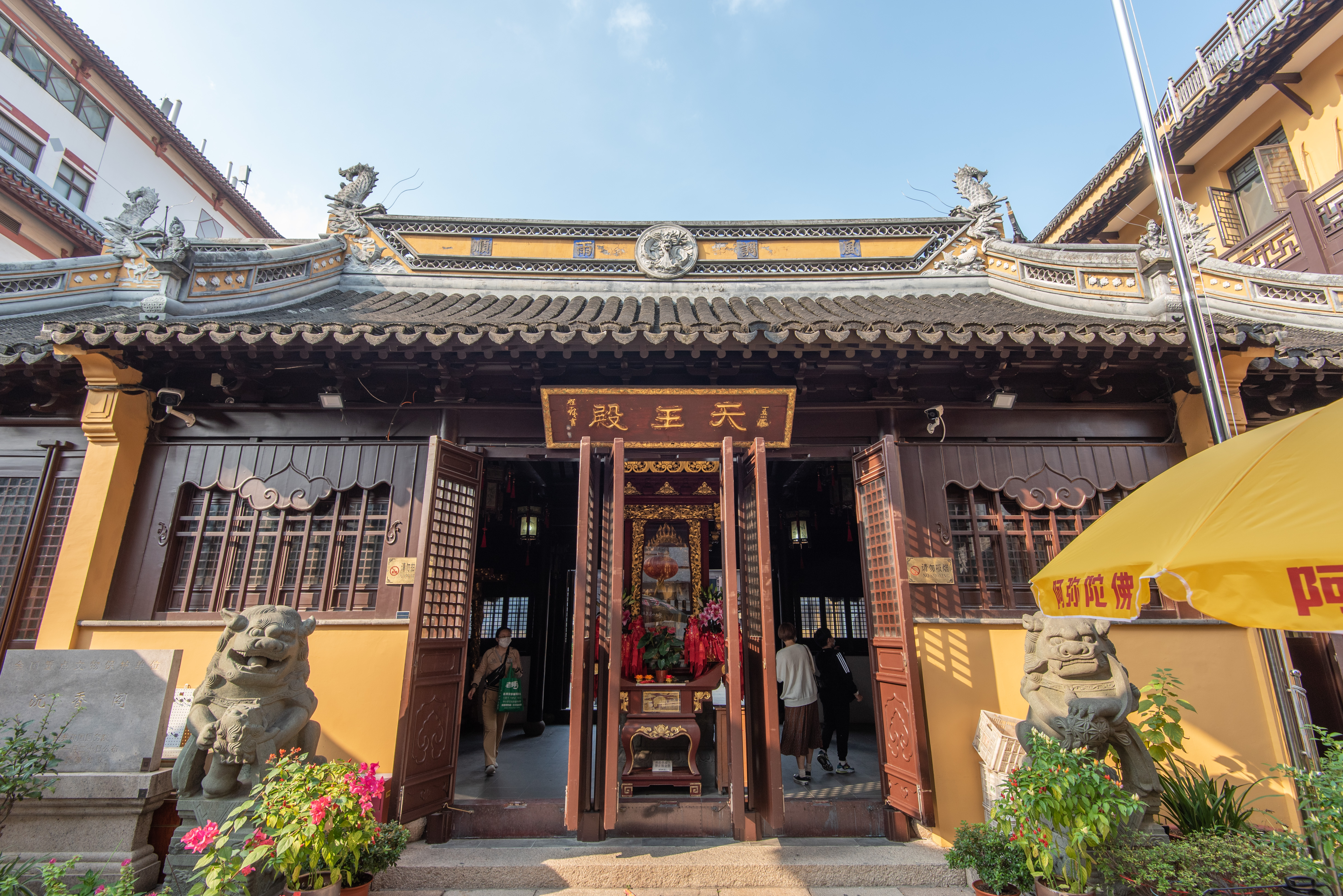
天王殿
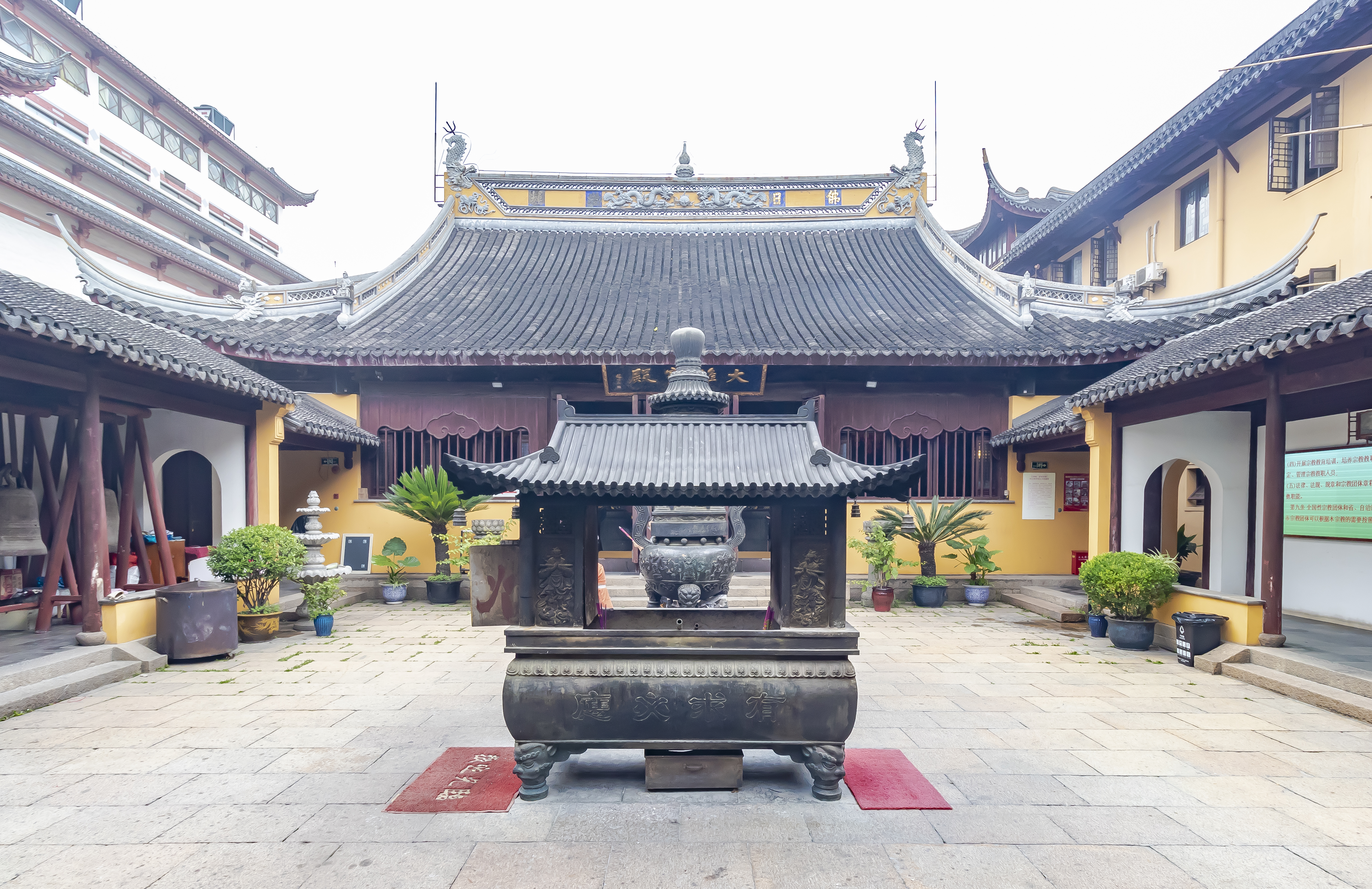
大雄宝殿
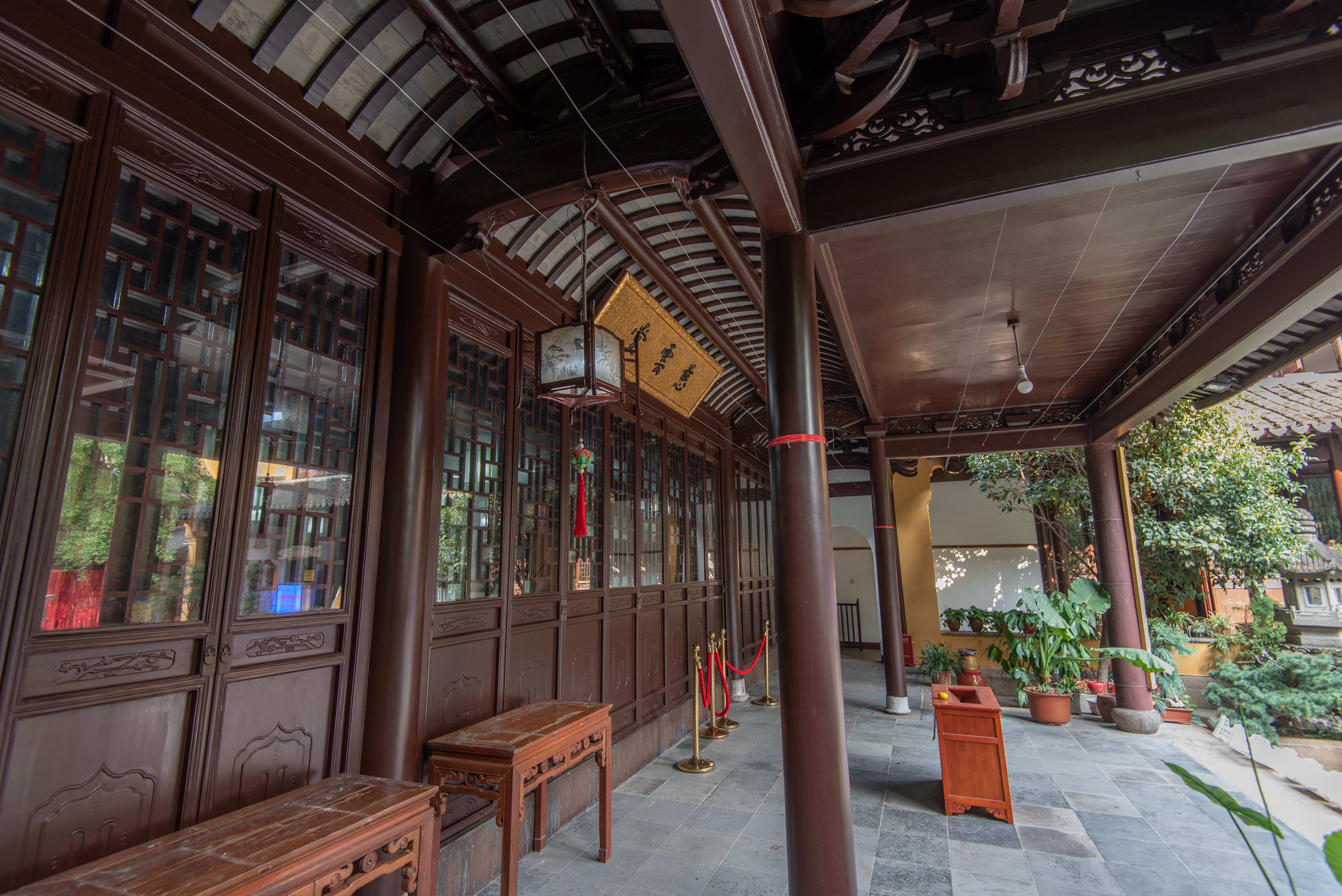
慈云堂
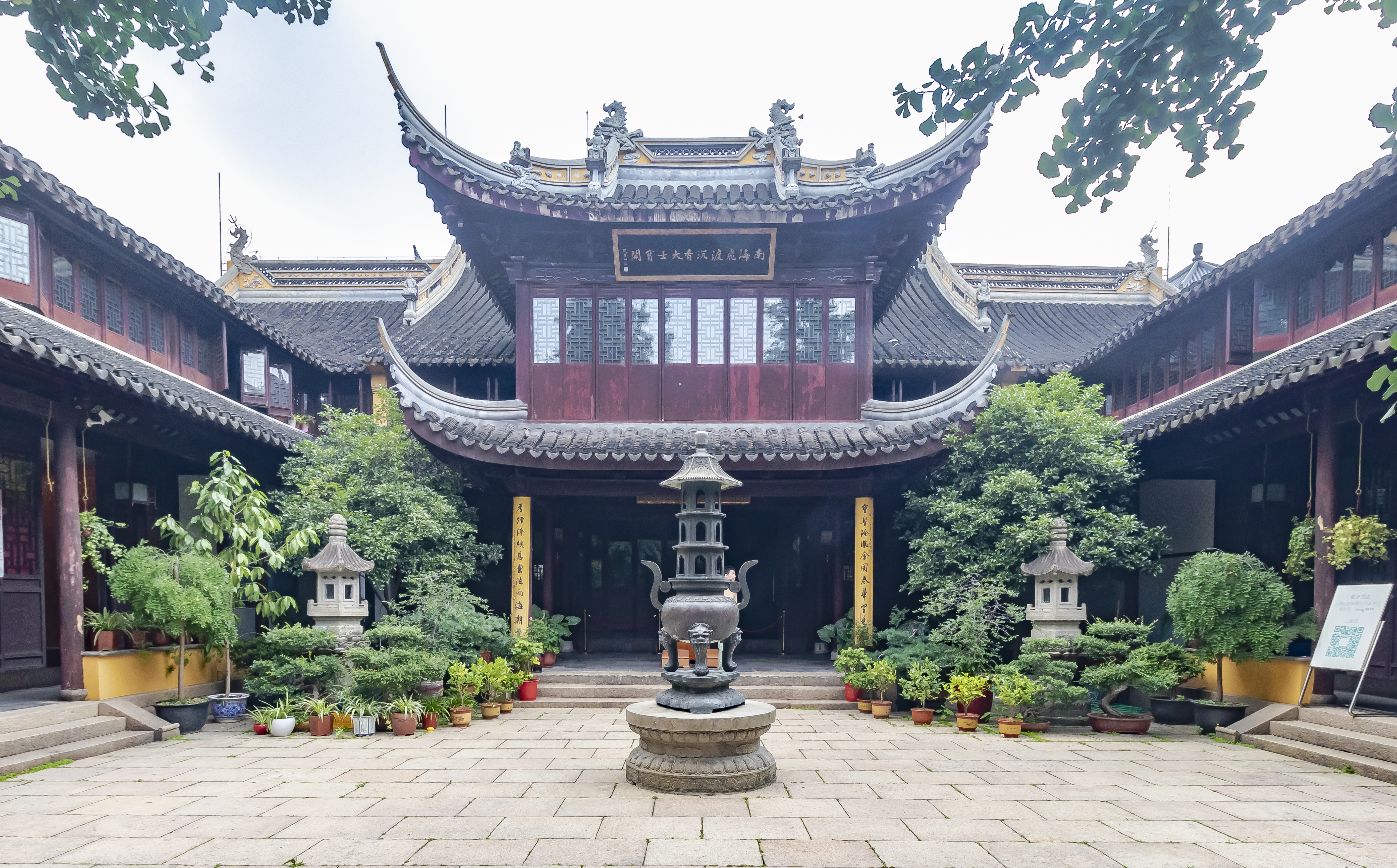
南海飞渡沉香大士宝阁

## 保护
1959年5月，上海市人民政府将沉香阁列为上海市文物保护单位。文化大革命期间，沉香阁被人为破坏，寺内全部佛像均遭到了人为损毁，其中也包括最主要的沉香木观音像，整座寺庙随后被工厂占用。1983年，沉香阁部分修复并开始恢复宗教活动，并于当年4月被中华人民共和国国务院确定为汉族地区佛教全国重点寺院。1989年9月，沉香阁修复委员会成立，该委员会成立后开始着手修缮沉香阁，并于当年从工厂和住户手中收回了剩余全部庙产。1991年，《上海旧城厢地段保护规划》编制完成，沉香阁及其周围50米的范围被划定为保护范围。1992年，沉香阁中的沉香观音阁、大雄宝殿、东西配殿、应慈法师纪念堂均修复竣工，并在沉香观音阁中安置了一尊全新的沉香观音像。当年10月15日，沉香阁举行了沉香观音菩萨开光暨观性法师升座典礼，并于同年被改为比丘尼道场。1994年，沉香阁全面修复完成，并于当年2月14日举行了全堂佛像开光典礼。1996年，沉香阁被列为全国重点文物保护单位，并被归并到了豫园当中。当年9月，上海佛学院的尼众班正式迁入沉香阁。